# Matylda Walter
Matylda (Mada) Walter (ur. 14 marca 1880 we Lwowie, zm. 24 listopada 1973 w Warszawie) – polska przedsiębiorczyni, działaczka społeczna na rzecz Żydów w okupowanej Polsce, Sprawiedliwa wśród Narodów Świata.

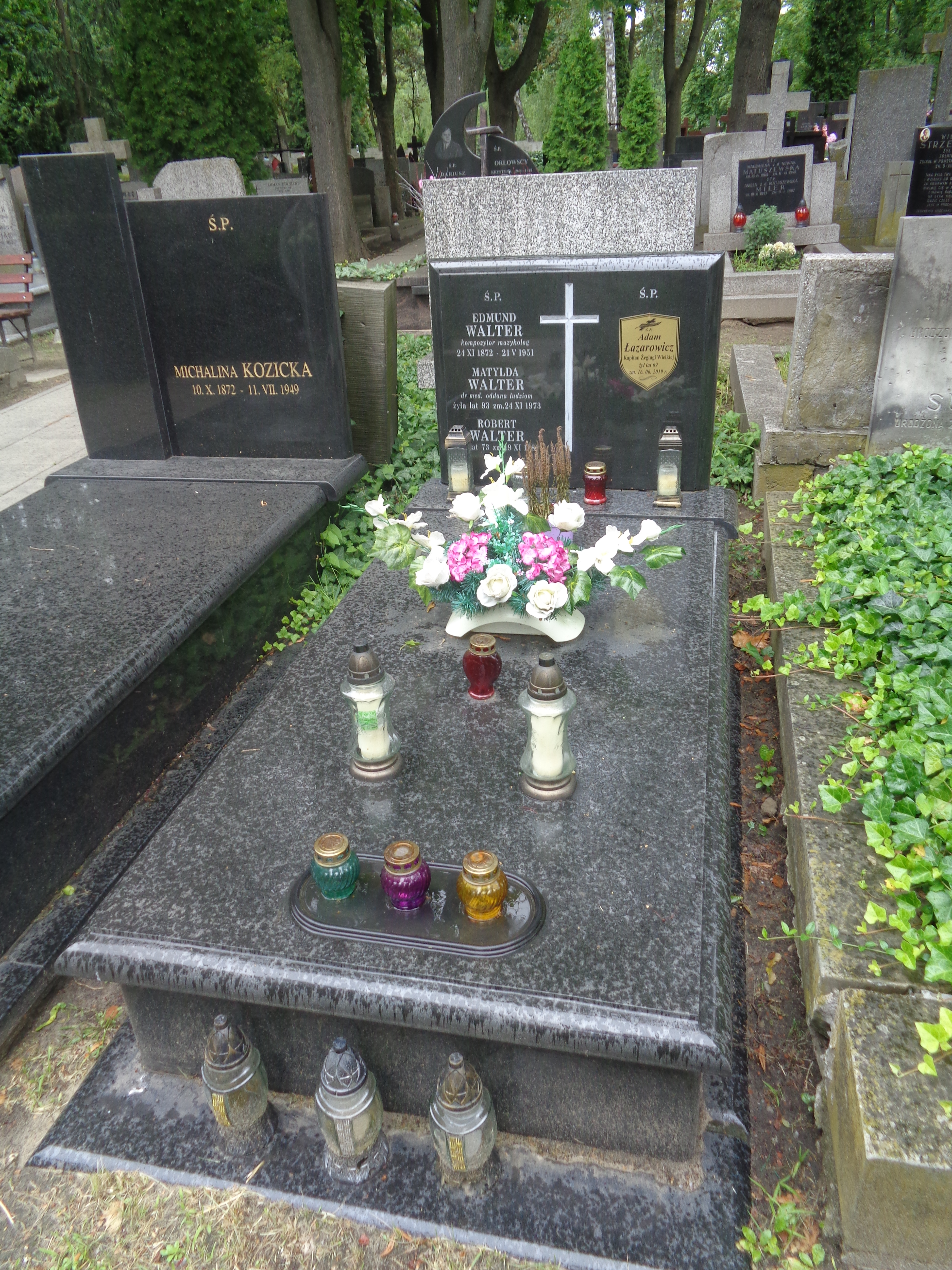
Grób Edmunda i Matyldy Walterów oraz ich syna Roberta na Cmentarzu Wojskowym na Powązkach

## Życiorys

### Rodzina
Jej ojciec Władysław Zontak (1829–1906) był przyrodnikiem. Pracował w muzeum przyrodniczym we Lwowie. Matka Józefa z Pawulskich prowadziła zakład dietetyczny w Rymanowie. Ojciec zaszczepił w Madzie pasję do nauk przyrodniczych (w szczególności balneologii). Matka nauczyła ją przedsiębiorczości.
Poślubiła sędziego Edmunda Waltera, z którym miała synów Ryszarda i Roberta (1908–1981), antropozofa, astrologa, homeopatę, jasnowidza i mistyka.
W 1927 mieszkała przy ul. Złotej 56, co potwierdzają dokumenty Polskiego Towarzystwa Antropozoficznego.

### Wykształcenie i praca zawodowa
Ukończyła medycynę w Zurychu. Następnie studiowała na innych uniwersytetach w całej Europie. Otrzymała tytuł doktorski.
Po powrocie do Polski zaczęła wykładać w Szkole Pielęgniarstwa Polskiego Czerwonego Krzyża. We Lwowie założyła Syndykat Ekonomiczny, w Wiedniu Handelssyndikat, w Warszawie Syndykat Handlowy. Należała do niezależnego Koła „Słowacki” w Warszawie. W międzyczasie pisała prace naukowe i zachęcała do prowadzenia zdrowego stylu życia. Była zwolenniczką wegetarianizmu – praktykowała go i na jego temat pisała.
W przededniu II wojny światowej założyła w Warszawie przy ul. Nowy Świat centrum dietetyczno-kosmetyczne. Połączone było z jadłodajnią i pijalnią soków roślinnych. Opracowała plan żywienia żołnierzy dla Ministerstwa Spraw Wojskowych. Szkoła Zdrowia, o której marzyła, gdzie uczyć się mieli chcący leczyć żywieniem, miała zostać otwarta 1 września 1939.

### Salon piękności
Na początku 1942 otworzyła gabinet kosmetyczny o nazwie Institut de Beauté (pol. Instytut Piękności) przy ulicy Marszałkowskiej 137 w Warszawie. Miało to związek z przewidywaną już wówczas akcją likwidacji getta. Był to zakład kosmetyczny, do którego mógł wejść każdy, ale poza zwykłą działalnością Mada Walter pomagała w głównej mierze żydowskim kobietom (czasem i mężczyznom). Za pomocą makijażu zmieniała rysy ich twarzy, tak żeby nie były one podobne do tych charakterystycznych – żydowskich. Zalecała, by kobiety zawsze czesały włosy do tyłu, odsłaniając czoło, gdyż to dodawało im aryjskości. Mówiła, jak się ubierać, malować, a nawet jakich gestów unikać, by nie zwracać na siebie uwagi. Uczyła, jak iść z wyprostowanymi plecami i patrzeć Niemcom prosto w twarz, a swoje nauki argumentowała tym, że to strach w oczach najczęściej zdradzał uciekinierów z getta. Prowadziła kursy gotowania potraw wielkanocnych, pieczenia wieprzowiny czy przyrządzania smalcu, ponieważ uważała, że wiedza o najdrobniejszych szczegółach może uratować życie.
Mada Walter uczyła również kobiety zasad wiary katolickiej, na co składały się nauka modlitw, nauka zachowania podczas mszy i uroczystości kościelnych takich jak ślub czy pogrzeb. Wykładała Biblię i przekazywała najważniejsze nauki Chrystusa. Wychodziła z założenia, że lepiej nauczyć więcej niż mniej, gdyż to idealny kamuflaż.
Przy pomocy chrześcijańskich chirurgów organizowała zabiegi przywracania napletków mężczyznom oraz operacje zmniejszania nosów.
Perfekcyjnie opanowała język niemiecki. W swoim pamiętniku przyznała, że nie mogła zrozumieć, dlaczego ktoś jej dziękował i podziwiał to, co robiła. Mówiła, że cierpienie innych ludzi traktuje jak własne. Swoje czyny skomentowała takimi słowami: Przypisywanie mi bohaterstwa z tytuły nieustannego narażania życia jest niestety mylnym sądem. Po prostu działałam podświadomie, niejako egoistycznie, odczuwając cierpienie innych jako swoje własne.
Pochowana na cmentarzu Powązki Wojskowe w Warszawie (kwatera A-11-17)

## Upamiętnienie
W Jerozolimie na Wzgórzu Pamięci znajduje się Aleja Sprawiedliwych, gdzie zasadzane są młode drzewa. Każde z nich opatrzone jest tabliczką z nazwiskiem osoby, która w czasach Holocaustu ratowała niewinnych. Jest wśród nich Mada Walter, która wraz z synem Ryszardem w 1978 otrzymała tytuł Sprawiedliwej wśród Narodów Świata.
W 2019 Maria Paszyńska opublikowała Instytut Piękności, książkę poświęconą Madzie Walter.